# Nesogobius greeni
 Nesogobius greeni és una espècie de peix de la família dels gòbids i de l'ordre dels perciformes.

## Morfologia
- Els mascles poden assolir 3,1 cm de longitud total i les femelles 2,95.[4]

## Hàbitat
És un peix marí, de clima subtropical i demersal que viu entre 0-8 m de fondària.

## Distribució geogràfica
Es troba a Austràlia: des de Merimbula (Nova Gal·les del Sud) fins a Austràlia Meridional, incloent-hi Tasmània i Victòria.

## Observacions
És inofensiu per als humans.